# 哈特利浦 (英國國會選區)
哈特利浦（英語：Hartlepool），英國國會一自治市選區，包括英格蘭東北部克里夫蘭哈特利浦。始設於1868年。現在的選區創建於1974年，
早期多支持自由黨，後多支持保守黨，1964年起一直工黨勝出。在2010年大選中工黨的伊恩·萊特以42.5%的選票成功連任。2021年，吉爾·莫蒂默在補選中贏得該選區議席，是該選區1974年正式設立後的第一位保守黨議員。